# Synagoge (Falenica)

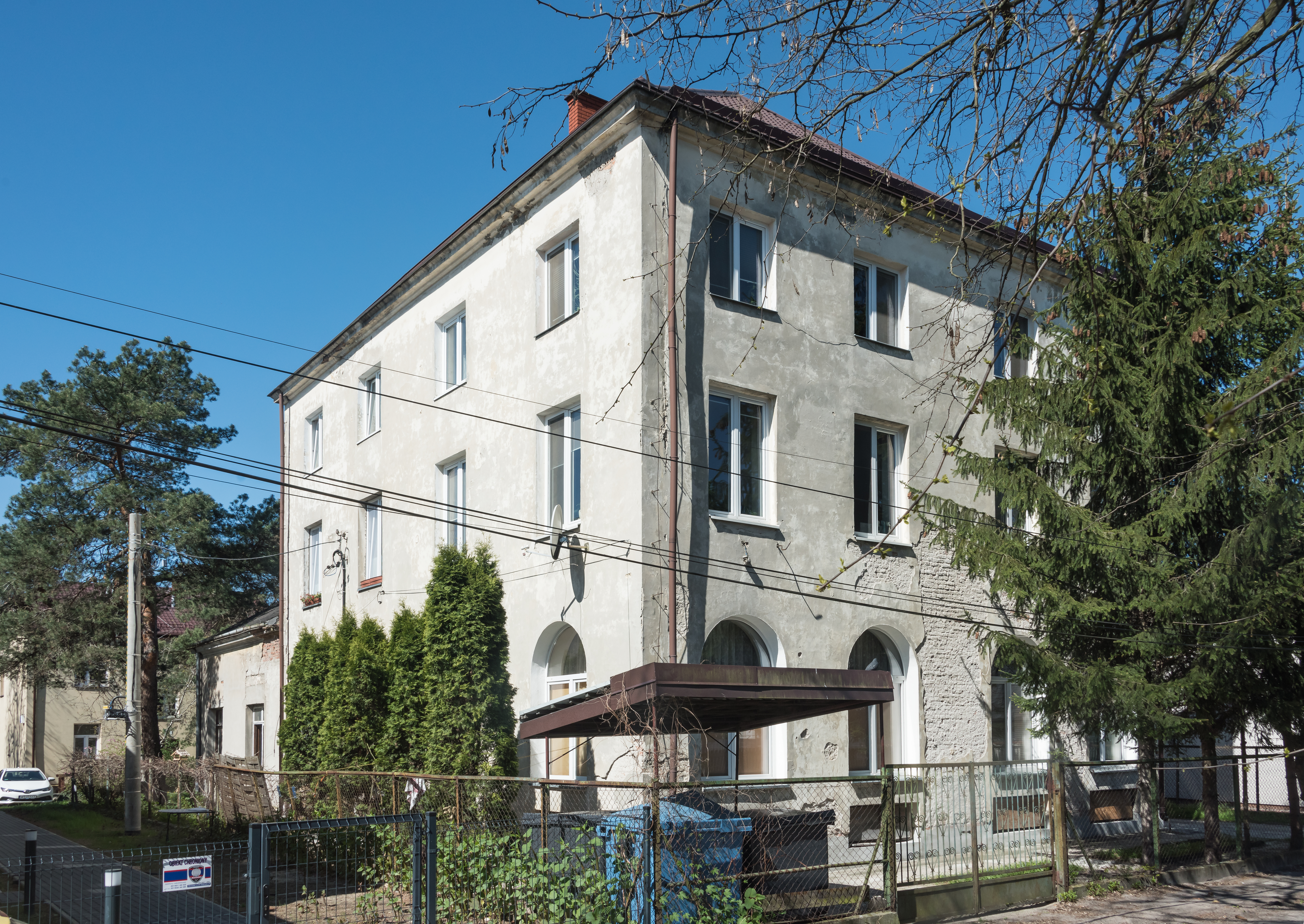
Ehemalige Synagoge in Falenica

Die Synagoge in Falenica, einem Quartier im Stadtteil Wawer der polnischen Hauptstadt Warschau, wurde in den 1930er Jahren errichtet.
Die Synagoge in der Bambusowa-Straße 9 wurde nach dem Zweiten Weltkrieg zu einem Wohnhaus umgebaut.
Lediglich die Rundbogenfenster im Erdgeschoss erinnern noch an die Nutzung des Gebäudes als Gotteshaus.